# Laena mulica
Laena mulica – gatunek chrząszcza z rodziny czarnuchowatych i podrodziny omiękowatych.
Gatunek ten został opisany w 2001 roku przez Wolfganga Schawallera. Miejsce typowe leży 20 km na południe od Muli.
Chrząszcz o ciele długości od 8,8 do 9,2 mm. Przedplecze o brzegu bocznym niewyraźnie obrzeżonym, brzegu tylnym nieobrzeżonym i zagiętym w dół, kątach tylnych zaokrąglonych; jego powierzchnia z kilkoma wgłębieniami i pokryta nieregularnie rozmieszczonymi, opatrzonymi krótkimi i leżącymi szczecinkami punktami oddalonymi od siebie o 1–4 średnice. Na pokrywach brak rowków, tylko ułożone w rzędy punkty, zbliżone wielkością do tych na przedpleczu i pozbawione wyraźnych szczecinkami. Na marszczonych międzyrzędach punkty gęste, grube, nieregularnie rozmieszczone, opatrzone krótkimi szczecinkami. Siódmy międzyrząd kilowato wyniesiony i w części barkowej gałkowato nabrzmiały. Długość pokryw 1,6 razy większa niż szerokość. Odnóża obu płci o bezzębych udach. Samiec z kolcami i ząbkami na goleniach tylnych odnóży i szerokim apicale edeagusa.
Owad endemiczny dla Chin, znany tylko z południowego Syczuanu.